# Кубок Меридіан
Кубок Меридіа́н (англ. UEFA-CAF Meridian Cup) — колишній футбольний турнір, що проводився спільно УЄФА та КАФ. У турнірі брали участь збірні Європи й Африки, які складалися з найкращих гравців до 18 років.

## Історія
30 січня 1997 у Лісабоні було укладено угоду про співпрацю між УЄФА та КАФ. Угода була укладена для того, щоб молоді футболісти набували безцінного досвіду в рамках футбольного фестивалю.

## Формат
Турнір проводився один раз на два сезони. З 1997 по 1999 рік чотири команди від Африки і Європи розподілялися у дві групи по дві команди від континенту. Команди, що зайняли перші і другі місця виходили в півфінал. Переможці виходили в фінал, переможені змагалися за третє місце.
З 2001 року європейські збірні по одному разу грали з африканськими збірними, по сумі набраних балів визначався переможець.
2007 року формат знову змінився. Тепер переможець визначався в двох матчах між збірною Європи (U18) і збірною Африки (U18).

## Переможці
| Рік  | Господар   | Матч за перше місце | Матч за перше місце | Матч за перше місце | Матч за третє місце | Матч за третє місце | Матч за третє місце |
| Рік  | Господар   | Переможець          | Рахунок             | Друге місце         | Третє місце         | Рахунок             | Четверте місце      |
| ---- | ---------- | ------------------- | ------------------- | ------------------- | ------------------- | ------------------- | ------------------- |
| 1997 | Португалія | Нігерія             | 3:2                 | Іспанія             | Португалія          | 2:1                 | Греція              |
| 1999 | ПАР        | Іспанія             | 2:1                 | Гана                | Португалія          | 0:0                 | Єгипет              |
| 2001 | Італія     | Іспанія             |                     | Італія              | Португалія          |                     | Чехія               |
| 2003 | Єгипет     | Іспанія             |                     | Швейцарія           | Франція             |                     | Англія              |
| 2005 | Туреччина  | Франція             |                     | Іспанія             | Туреччина           |                     | Португалія          |
| 2007 | Іспанія    | Збірна Європи       | 10:1                | Збірна Африки       | Не проводився       | Не проводився       | Не проводився       |